# Gott mit uns

Císařská standarta (Kaiserstandarte) z roku 1871

Gott mit uns („Bůh s námi“) je výraz běžně používaný v heraldice v Prusku (od roku 1701) a později německou armádou během období zahrnujících Německou říši (1871 až 1918), nacistické Německo (1933 až 1945) a raná léta západního Německa (1949 až 1962). Byl také běžně používán Švédskem ve většině jeho válek a obzvláště jako válečný pokřik během třicetileté války.
Výraz pochází z Bible z novozákonního evangelia podle Matouše: „‚Hle, panna počne a porodí syna a dají mu jméno Immanuel,‘ to jest přeloženo ‚Bůh s námi‘“.